# 一立斎文車
一立斎 文車（いちりゅうさい ぶんしゃ）は、講釈師の名跡。

## 初代
姓：田中、名：不明、生年不詳 - （文久2）1862年9月16日。享年不詳。
嘉永から文久にかけての世話講談の名人。大坂（江戸とも）生れで豆腐屋（魚屋とも）を営んでいたが芸事が好きで独自に講談の世界に入る。
「与話情浮名横櫛」の原作ともいわれる。（菅良助の説もある）
二代目松林伯圓共に「泥棒伯圓、巾着切り文車」と併称された。なお家業が豆腐屋であった為「豆腐屋文車」とも言われた。

## 二代目
本名：不詳、生年不詳 - （明治14）1881年11月8日（11月18日とも）。享年不詳。
江戸（大坂とも）生まれ、初代の子とも、竹本土佐太夫の子ともいわれる。はじめ文晁といった。亭号を一龍斎とし一龍斎文車を名乗った。三代目の師匠。
永井荷風の「築地草」で絶賛されている一立斎文慶は弟子にあたる。

## 三代目
本名：春日岩吉、（嘉永1）1848年 - （大正6）1881年8月11日。
15歳で二代目文車に入門し文玉、文晁と改名し三代目文車を襲名。「西遊記」を得意とした。
張り扇を意味もなく何回も強く叩く癖があったために「がちゃ文」と言われた。